# إبراهيم مير
إبراهيم مير (مواليد 16 يوليو 1967) هو لاعب كرة قدم. يلعب مع منتخب الإمارات العربية المتحدة لكرة القدم. سبق له أن لعب في كأس العالم لكرة القدم مع منتخب بلاده.

## روابط خارجية
- إبراهيم مير على موقع الاتحاد الدولي (مؤرشف)  (الإنجليزية)
- إبراهيم مير على موقع ناشيونال فوتبول تيمز (الإنجليزية)
- إبراهيم مير على موقع عالم كرة القدم.نت (الإنجليزية)